# Spergularia echinosperma
Spergularia echinosperma är en nejlikväxtart som först beskrevs av Celak., och fick sitt nu gällande namn av Paul Friedrich August Ascherson och Graebner. Spergularia echinosperma ingår i släktet rödnarvar, och familjen nejlikväxter. Inga underarter finns listade i Catalogue of Life.